# Улица Глебова (Чернигов)
Улица Глебова (укр. Вулиця Глібова) — улица в Новозаводском районе города Чернигова, исторически сложившаяся местность (район) Новая Подусовка; одна из главных транспортных артерий города. Пролегает от улицы Леонида Пашина до пересечения улиц Независимости и Любечская.
Примыкают переулок Леонида Могучёва (Александра Невского), улицы Леонида Могучёва (Александра Невского), Степана Носа, Евгения Гребёнки, Полетаева, Ганны Барвинок (Минская), Небесной Сотни (Орловская), Евгения Лоскота (Костромская), Красносельского.
Является продлением на север улицы Леонида Пашина, границей между которыми служит ж/д линия Чернигов—Семиходы.
По названию улицы именуются две остановки общественного транспорта, расположенные по улице Независимости и улице Красносельского.

## История
Улица проложена в 1960-е годы, вместе в другими улицами 1-й очереди застройки Новой Подусовки.
Название — в честь украинского поэта Леонида Ивановича Глебова.

## Застройка
Улица пролегает в северном направлении, с небольшим уклоном на восток. Улица служит главной дорогой Новой Подусовки, связывает Старую Подусовку и Масаны.  Начало (до примыкания улицы Гребёнки) улицы имеет по одному ряду движения в обе стороны, затем — по два. 
Парная и непарная стороны улицы заняты усадебной застройкой.
Учреждения: нет. 